# Bisdom Butuan
Het bisdom Butuan is een bisdom in de Filipijnen en een van de suffragane bisdommen van het aartsbisdom Cagayan de Oro. Het bisdom Butuan werd op 20 maart 1967 opgericht en beslaat de provincies Agusan del Sur en Agusan del Norte en de onafhankelijke stad Butuan. De bisschop van Butuan was van 1995 tot zijn overlijden in october 2017 Juan de Dios Pueblos. 

## Bisschoppen
- Carmelo Dominador Morelos (1967 - 1994)
- Juan de Dios M. Pueblos (1995 - 2017)